# Cuffley
Cuffley – wieś w Anglii, w hrabstwie Hertfordshire, w dystrykcie Welwyn Hatfield. Leży 10 km na południe od miasta Hertford i 23 km na północ od centrum Londynu. W 2001 miejscowość liczyła 4295 mieszkańców.